# Stormhattssläktet
Stormhattssläktet (Aconitum) är ett växtsläkte i familjen ranunkelväxter med ungefär 300 arter. Stormhattar är mycket giftiga.

## Beskrivning
Stormhattarna är storväxta fleråriga örter som har köttiga knölformade jordstammar och mörkgröna handflikiga blad. Blommorna varierar i färg och sitter i toppställda klasar. Blommorna har 5 kronblandsliknande hylleblad där ett av bladen är hjälmformat och två är sporrelika.

## Utbredning och ekologi
Arterna förekommer i tempererade gräsmarker och buskskogar i Nordamerika och norra Eurasien. Exemplaren tål frost. Fortplantningen sker med hjälp av frön. Dessa växter drabbas ibland av bladlöss och svampar som arter av släktet Verticillium.

## Hybrider
- Aconitum × abnorme Grint.

## Habitat
Två av släktets arter förekommer i Sverige i naturen:
- Nordisk stormhatt (Aconitum lycoctonum) som är en underart till alpstormhatt
- Äkta stormhatt (Aconitum napellus)

Odlad i trädgårdar som prydnadsväxt:
- Trädgårdsstormhatt (Aconitum x stoerkianum), som är en hybrid.[2][3]

### Utbredningskartor

Italien
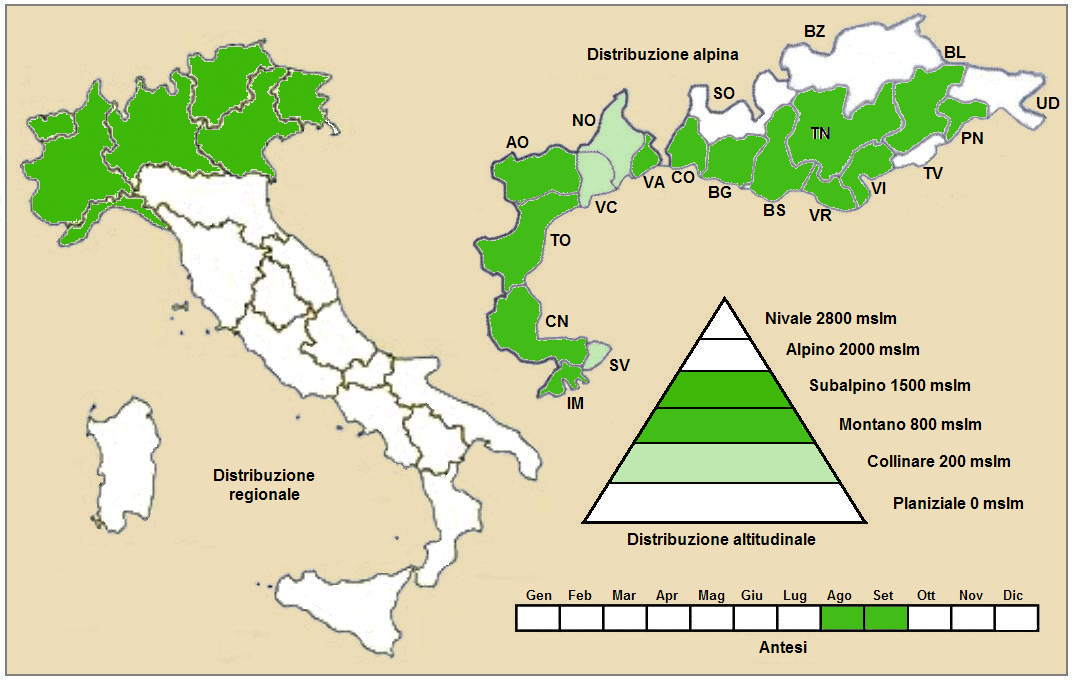
Aconitum anthora L.
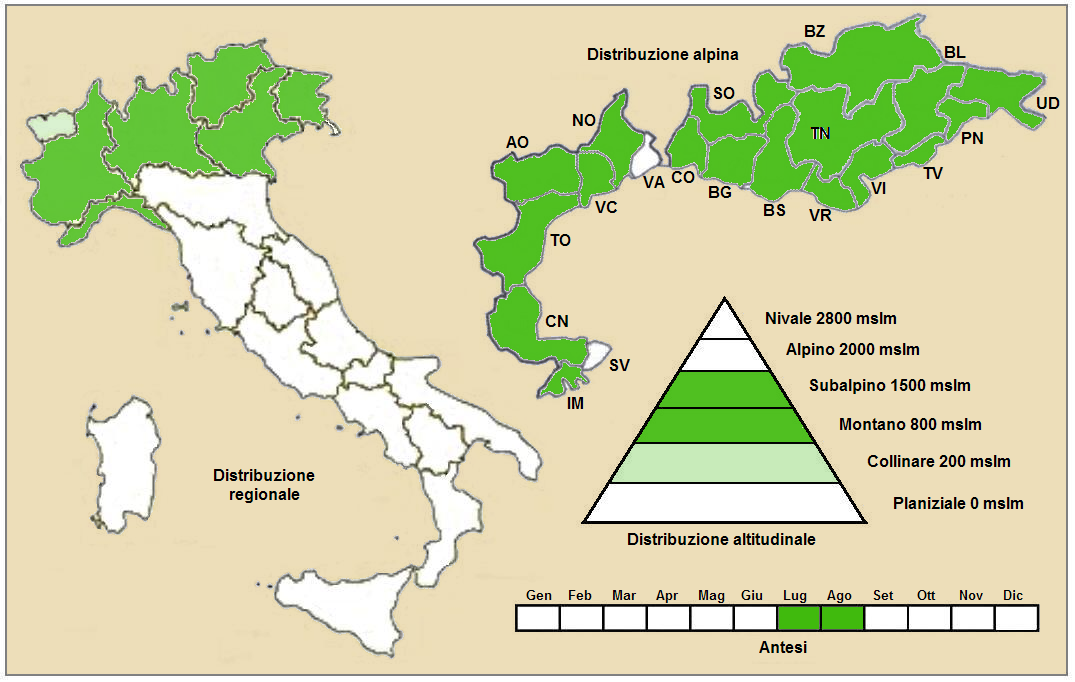
Aconitum degeni paniculatum
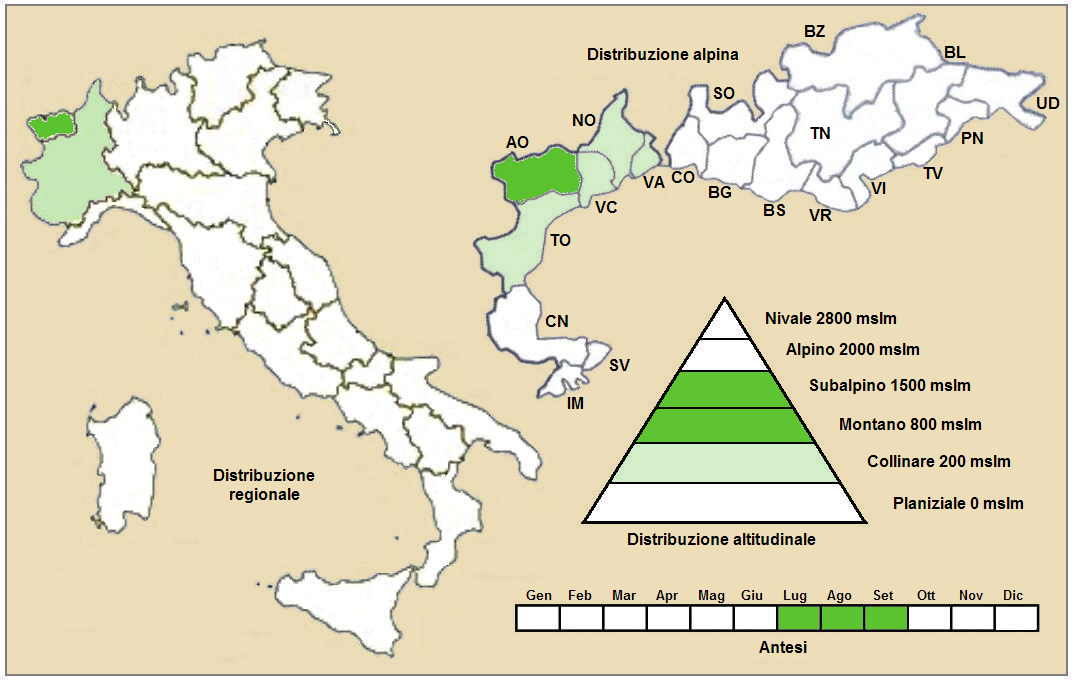
Aconitum degeni valesiacum
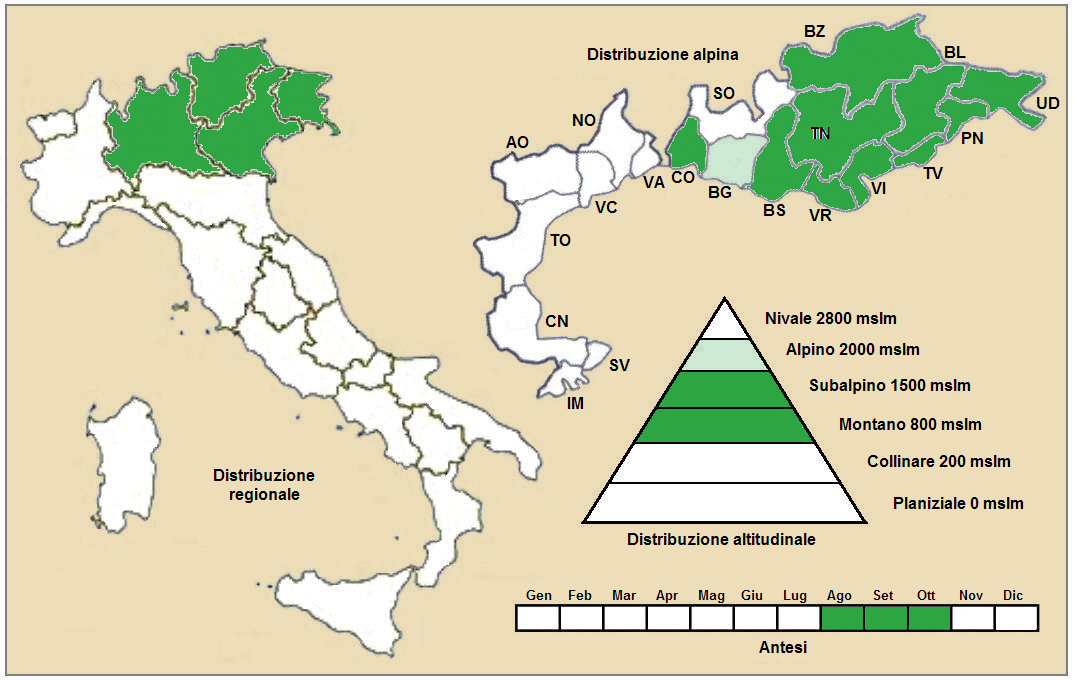
Aconitum tauricum Wulfen
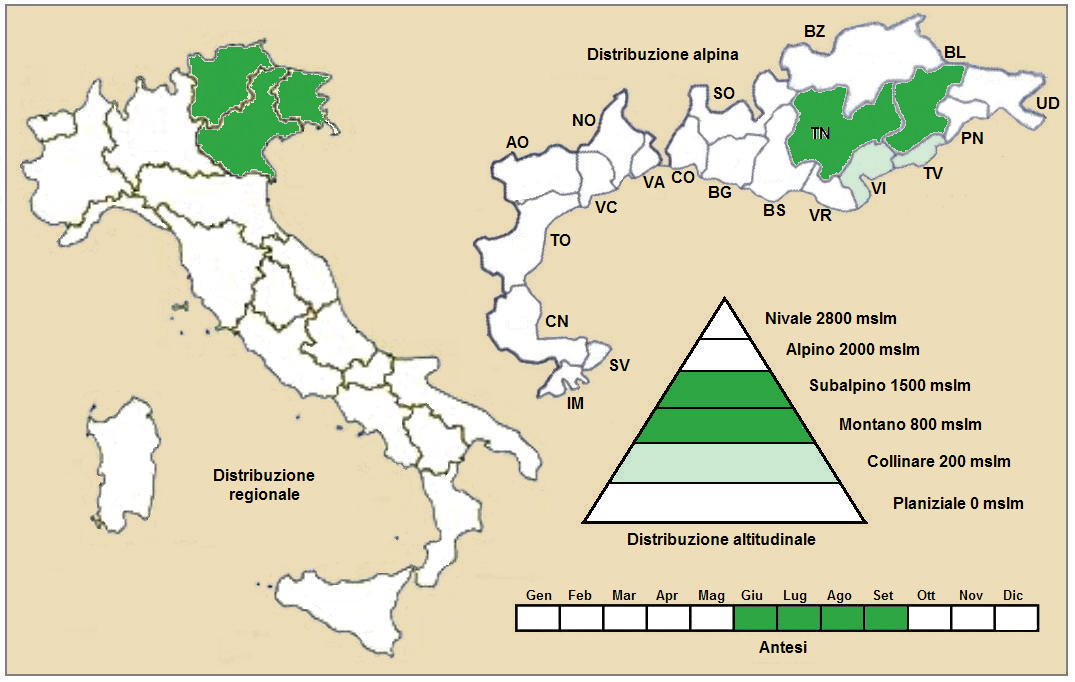
Aconitum variegatum ssp. nasutum (Rchb.) Götz
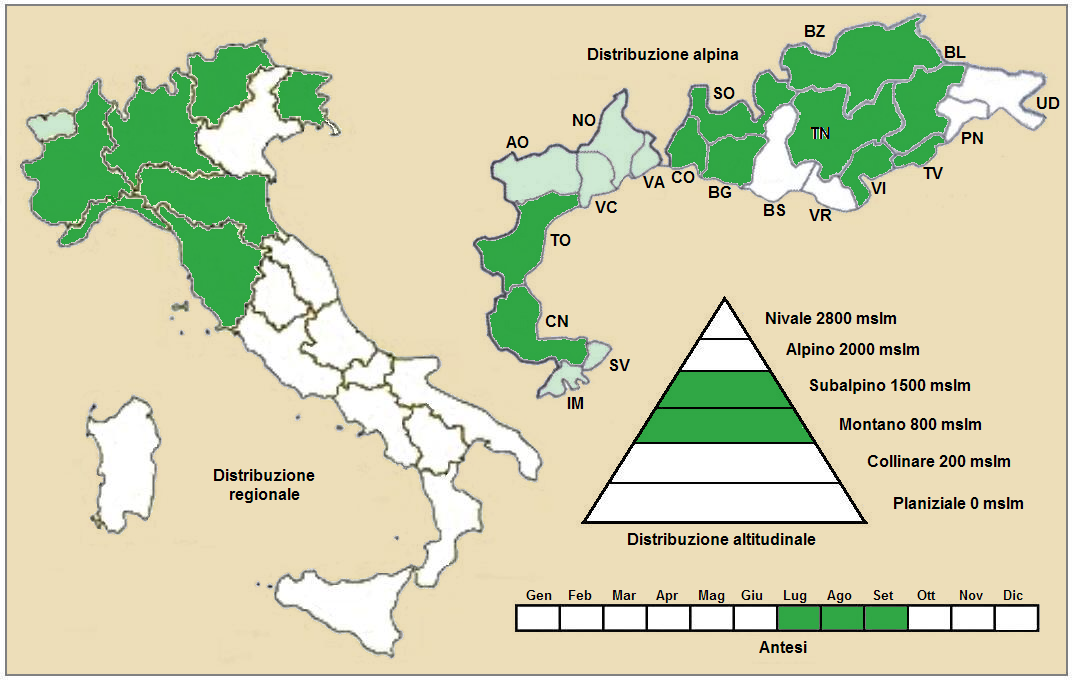
Aconitum variegatum variegatum

USA
Aconitum columbianum Nutt.
Aconitum noveboracense A.Gray

## Giftighet

Stormhattar är mycket giftiga. Speciellt frön och rot innehåller bland annat giftet akonitin. Förgiftningar och dödsfall har inträffat vid medicinsk användning, och när rötterna förväxlats med ätliga rötter. Förgiftningar genom olyckshändelse hos barn är ovanliga. Symtomen kan komma plötsligt, inom en timme, med brännande känsla i mun och svalg, kräkningar, diarré, salivavsöndring, kallsvettighet, myrkrypningar, synstörningar, hjärtrytmrubbningar, kramper och andningsförlamning.

## Användning
Har i folkmun kallats ulvatand som ingrediens i häxsalva.

## Bygdemål
| Namn          | Referens |
| ------------- | -------- |
|               |          |
| Giske         | [ 5 ]    |
| Hundfloka     | [ 5 ]    |
| Hundflocka    | [ 5 ]    |
| Häst och vagn | [ 5 ]    |
| Lusfloka      | [ 5 ]    |
| Lusgräs       | [ 5 ]    |
| Lushatt       | [ 5 ]    |
| Lusört        | [ 5 ]    |
| Vargdöda      | [ 5 ]    |

| Namn                         | Referens |
| ---------------------------- | -------- |
|                              |          |
| Blåhatt                      | [ 6 ]    |
| Blåhätta                     | [ 6 ]    |
| Blåmunk                      | [ 6 ]    |
| Duvan i arken                | [ 6 ]    |
| Jungfru Mariæ sko            | [ 6 ]    |
| Polskehatt                   | [ 6 ]    |
| Väderhatt                    | [ 6 ]    |
| Änglavajna ("änglavagnarna") |          |

| Namn      | Referens |
| --------- | -------- |
|           |          |
| Munk      | [ 7 ]    |
| Munkaluva | [ 7 ]    |
| Munkhatt  | [ 7 ]    |
| Munkmössa | [ 7 ]    |

## Etymologi
- Aconitum är en latinisering av grekiska akoniton, som var ett namn på en giftig växt hos Xenofon.[2]

## Arter
- Aconitum aberratum Grint.
- Aconitum abietetorum W.T.Wang & L.Q.Li
- Aconitum ajanense'' Steinb.
- Aconitum alboflavidum W.T.Wang
- Aconitum alboviolaceum Kom.
- Aconitum alpinonepalense Tamura
- Aconitum altaicum Steinb.
- Aconitum ambiguum Rchb.
- Aconitum amplexicaule Lauener
- Aconitum angulatum Tamura
- Aconitum angusticassidatum Steinb.
- Aconitum angustifolium Bernh. ex Rchb.
- Aconitum anthora L.
- Aconitum anthoroideum DC
- Aconitum apetalum (Huth) B.Fedtsch
- Aconitum arcuatum Maxim.
- Aconitum asahikawaense Kadota
- Aconitum assamicum Lauener
- Aconitum austriacum W.Mucher
- Aconitum azumiense Kadota & Hashido., 1991
- Aconitum bailangense
- Aconitum balfourii
- Aconitum barbatum
- Aconitum bavaricum
- Aconitum bhedingense
- Aconitum bhutanobulbilliferum
- Aconitum bicolor
- Aconitum biflorum
- Aconitum birobidshanicum
- Aconitum brachypodum
- Aconitum bracteolatum
- Aconitum brevicalcaratum
- Aconitum brevilimbum
- Aconitum brevipetalum
- Aconitum brunneum
- Aconitum bujbense
- Aconitum bulbilliferum
- Aconitum bulleyanum
- Aconitum burnatii
- Aconitum calthifolium
- Aconitum campylorrhynchum
- Aconitum cannabifolium
- Aconitum carmichaeli
- Aconitum changianum
- Aconitum charkeviczii
- Aconitum chasmanthum
- Aconitum chayuense
- Aconitum chiachaense
- Aconitum chilienshanicum
- Aconitum chrysotrichum
- Aconitum chuanum
- Aconitum columbianum
- Aconitum confertiflorum
- Aconitum consanguineum
- Aconitum contortum
- Aconitum coreanum
- Aconitum crassiflorum
- Aconitum crassifolium
- Aconitum curvipilum
- Aconitum daxinganlinense
- Aconitum decipiens
- Aconitum degenii
- Aconitum delavayi
- Aconitum delphinifolium
- Aconitum desoulavyi
- Aconitum dhwojii
- Aconitum diqingense
- Aconitum dolichorhynchum
- Aconitum dolichostachyum
- Aconitum dragulescuanum
- Aconitum duclouxii
- Aconitum dunhuaense
- Aconitum elliotii
- Aconitum elwesii
- Aconitum episcopale
- Aconitum falciforme
- Aconitum falconeri
- Aconitum fanjingshanicum
- Aconitum ferox
- Aconitum finetianum
- Aconitum firmum
- Aconitum fischeri
- Aconitum flavum
- Aconitum fletcheranum
- Aconitum formosanum
- Aconitum forrestii
- Aconitum franchetii
- Aconitum fukutomei
- Aconitum funiculare
- Aconitum fusungense
- Aconitum gammiei
- Aconitum gassanense
- Aconitum geniculatum
- Aconitum georgei
- Aconitum gezaense
- Aconitum glabrisepalum
- Aconitum gubanovii
- Aconitum gymnandrum
- Aconitum habaense
- Aconitum hamatipetalum
- Aconitum handelianum
- Aconitum helenae
- Aconitum hemsleyanum
- Aconitum henryi
- Aconitum heterophylloides
- Aconitum heterophyllum
- Aconitum hicksii
- Aconitum hiroshi-igarashii
- Aconitum hookeri
- Aconitum hosteanum
- Aconitum huiliense
- Aconitum ichangense
- Aconitum iidemontanum
- Aconitum ikedae
- Aconitum incisofidum
- Aconitum infectum
- Aconitum iochanicum
- Aconitum iranshahrii
- Aconitum ito-seiyanum
- Aconitum jaluense
- Aconitum japonicum
- Aconitum jeholense
- Aconitum jenisseense
- Aconitum jilongense
- Aconitum jin-muratae
- Aconitum jinyangense
- Aconitum jiulongense
- Aconitum kagerpuense
- Aconitum kaimaense
- Aconitum kamelinii
- Aconitum karafutense
- Aconitum karakolicum
- Aconitum kashmiricum
- Aconitum kialaense
- Aconitum kirghistanicum
- Aconitum kirinense
- Aconitum kitadakense
- Aconitum kiyomiense
- Aconitum kojimae
- Aconitum kongboense
- Aconitum koreanum
- Aconitum korshinskyi
- Aconitum krasnoboroffii
- Aconitum krylovii
- Aconitum kungshanense
- Aconitum kusnezoffii
- Aconitum laciniatum
- Aconitum laeve
- Aconitum laevicaule
- Aconitum lasiocarpum
- Aconitum legendrei
- Aconitum leiostachyum
- Aconitum leiwuqiense
- Aconitum lethale
- Aconitum leucostomum
- Aconitum liangshanicum
- Aconitum lihsienense
- Aconitum liljestrandii
- Aconitum liouii
- Aconitum lobulatum
- Aconitum loczyanum
- Aconitum lonchodontum
- Aconitum longecassidatum
- Aconitum longilobum
- Aconitum longipedicellatum
- Aconitum longipetiolatum
- Aconitum longiracemosum
- Aconitum longiramosum
- Aconitum ludlowii
- Aconitum luningense
- Aconitum lycoctonifolium
- Aconitum lycoctonum
- Aconitum macrorhynchum
- Aconitum magnibracteolatum
- Aconitum maowenense
- Aconitum mashikense
- Aconitum maximum
- Aconitum milinense
- Aconitum monanthum
- Aconitum montibaicalense
- Aconitum monticola
- Aconitum moschatum
- Aconitum nagarum
- Aconitum nakaoi
- Aconitum namlaense
- Aconitum nanum
- Aconitum napellus
- Aconitum naviculare
- Aconitum nemorum
- Aconitum neosachalinense
- Aconitum neotortuosum
- Aconitum nepalense
- Aconitum nielamuense
- Aconitum ningwuense
- Aconitum nipponicum
- Aconitum noveboracense
- Aconitum novoluridum
- Aconitum nutantiflorum
- Aconitum ochotense
- Aconitum okuyamae
- Aconitum orientale
- Aconitum orochryseum
- Aconitum ouvrardianum
- Aconitum ovatum
- Aconitum palmatum
- Aconitum paniculigerum
- Aconitum parapolyanthum
- Aconitum parcifolium
- Aconitum pascoi
- Aconitum patentipilum
- Aconitum patulum
- Aconitum pawlowskii
- Aconitum pendulicarpum
- Aconitum pendulum
- Aconitum pentheri
- Aconitum phyllostegium
- Aconitum piepunense
- Aconitum pilopetalum
- Aconitum plicatum
- Aconitum poluninii
- Aconitum polyanthum
- Aconitum polycarpum
- Aconitum polyschistum
- Aconitum pomeense
- Aconitum potaninii
- Aconitum proliferum
- Aconitum prominens
- Aconitum pseudobrunneum
- Aconitum pseudodivaricatum
- Aconitum pseudogeniculatum
- Aconitum pseudohuiliense
- Aconitum pseudokongboense
- Aconitum pseudolaeve
- Aconitum pseudoproliferum
- Aconitum pseudostapfianum
- Aconitum pterocaule
- Aconitum pteropus
- Aconitum pukeense
- Aconitum pulchellum
- Aconitum pycnanthum
- Aconitum qianxiense
- Aconitum qinghaiense
- Aconitum quelpaertense
- Aconitum racemulosum
- Aconitum raddeanum
- Aconitum ramulosum
- Aconitum ranunculoides
- Aconitum reclinatum
- Aconitum refracticarpum
- Aconitum refractum
- Aconitum rhombifolium
- Aconitum richardsonianum
- Aconitum rilongense
- Aconitum rockii
- Aconitum rotundifolium
- Aconitum sachalinense
- Aconitum saitoanum
- Aconitum sajanense
- Aconitum saxatile
- Aconitum scaposum
- Aconitum sczukinii
- Aconitum secundiflorum
- Aconitum semilasianthum
- Aconitum semivulparia
- Aconitum senanense
- Aconitum seoulense
- Aconitum septentrionale
- Aconitum seravschanicum
- Aconitum sessiliflorum
- Aconitum setiferum
- Aconitum setosum
- Aconitum shennongjiaense
- Aconitum shensiense
- Aconitum sherriffii
- Aconitum shimianense
- Aconitum sichotense
- Aconitum simonkaianum
- Aconitum sinchiangense
- Aconitum sinoaxillare
- Aconitum sinomontanum
- Aconitum sinonapelloides
- Aconitum smirnovii
- Aconitum smithii
- Aconitum soongoricum
- Aconitum souliei
- Aconitum soyaense
- Aconitum spathulatum
- Aconitum spicatum
- Aconitum spiripetalum
- Aconitum staintonii
- Aconitum stapfianum
- Aconitum stenanthum
- Aconitum stoloniferum
- Aconitum stramineiflorum
- Aconitum stubendorffii
- Aconitum sturiense
- Aconitum stylosoides
- Aconitum stylosum
- Aconitum subvillosum
- Aconitum sukaczevii
- Aconitum sungpanense
- Aconitum tabatae
- Aconitum taipeicum
- Aconitum talassicum
- Aconitum tamuranum
- Aconitum tangense
- Aconitum tanguticum
- Aconitum tanzybeicum
- Aconitum taronense
- Aconitum tatsienense
- Aconitum tauricum
- Aconitum tenuicaule
- Aconitum teppneri
- Aconitum tongolense
- Aconitum toxicum
- Aconitum transsectum
- Aconitum tsaii
- Aconitum tschangbaischanense
- Aconitum turczaninowii
- Aconitum uchiyamai
- Aconitum umbrosum
- Aconitum umezawae
- Aconitum uncinatum
- Aconitum validinerve
- Aconitum wardii
- Aconitum variegatum
- Aconitum weixiense
- Aconitum williamsii
- Aconitum villosum
- Aconitum vilmorinianum
- Aconitum violaceum
- Aconitum wolongense
- Aconitum volubile
- Aconitum woroschilovii
- Aconitum wraberi
- Aconitum wuchagouense
- Aconitum xiangchengense
- Aconitum yachiangense
- Aconitum yamazakii
- Aconitum yangii
- Aconitum yanyuanense
- Aconitum yinschanicum
- Aconitum yunlingense
- Aconitum yuparense
- Aconitum zhaojiueense
- Aconitum zigzag
- Aconitum zuccarinii

## Bilder

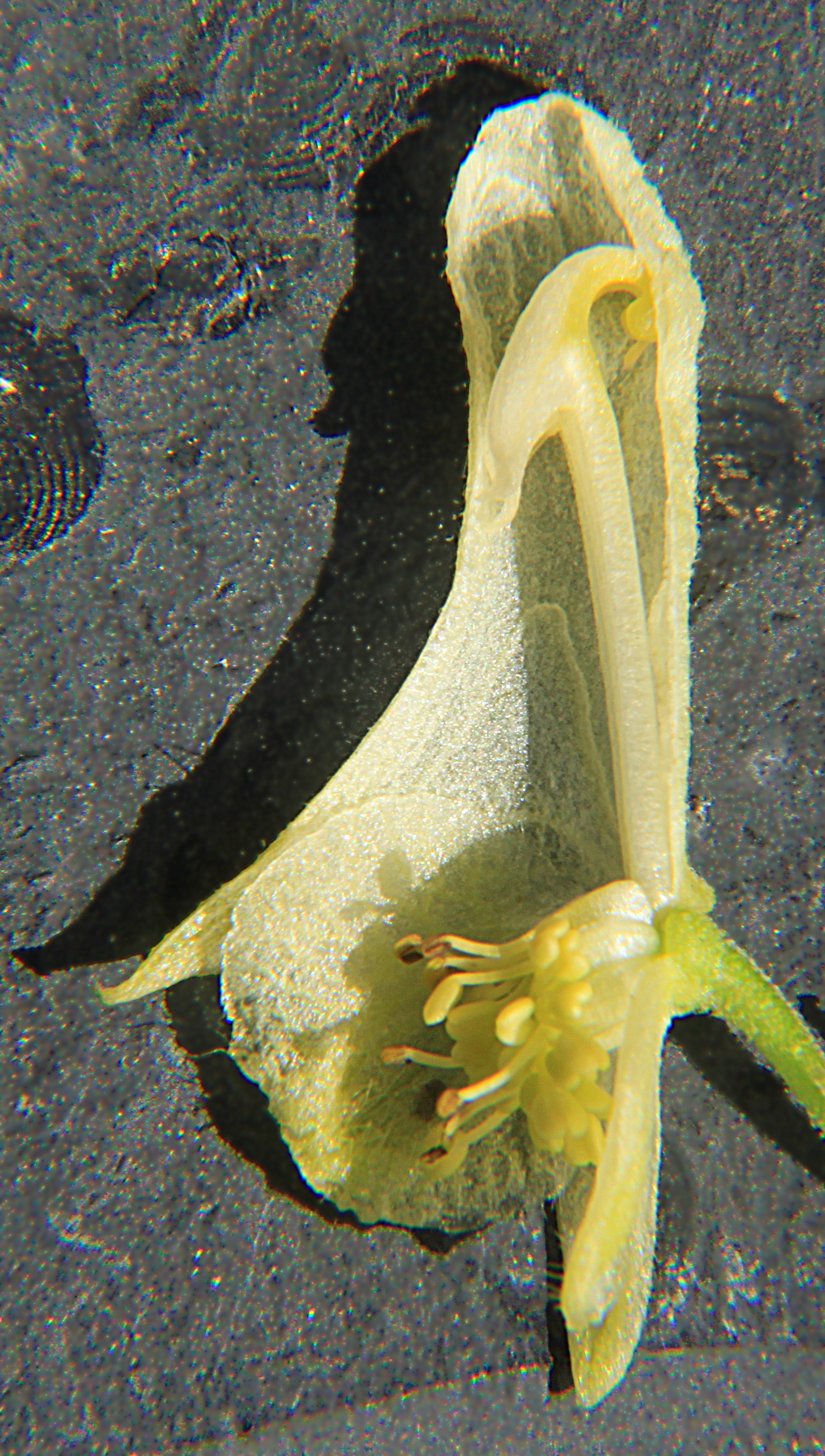
Uppskuren Aconitum vulparia Rchb.
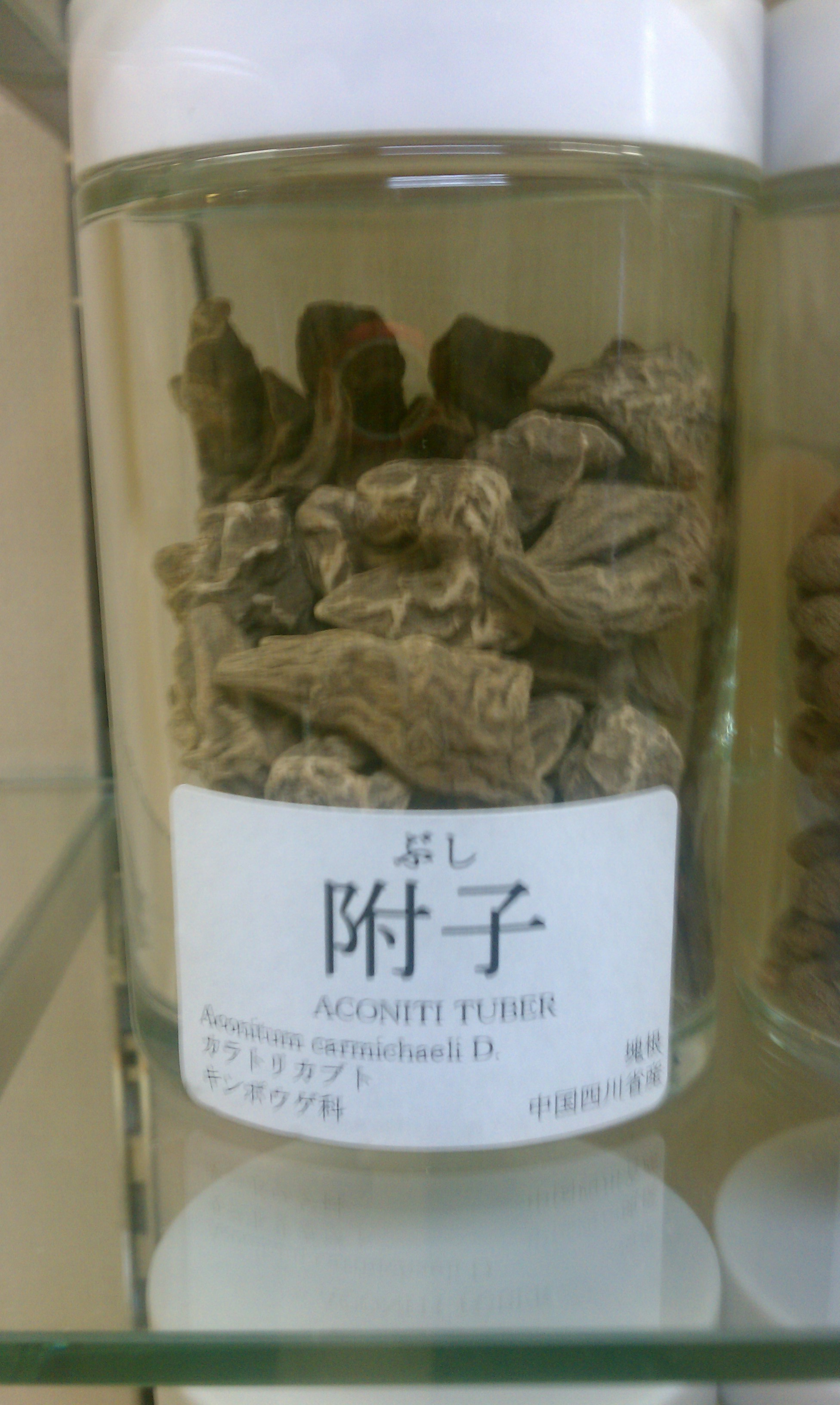
Bu Shi Traditionell kinesisk medicin Aconitum carmichaeli Debeaux
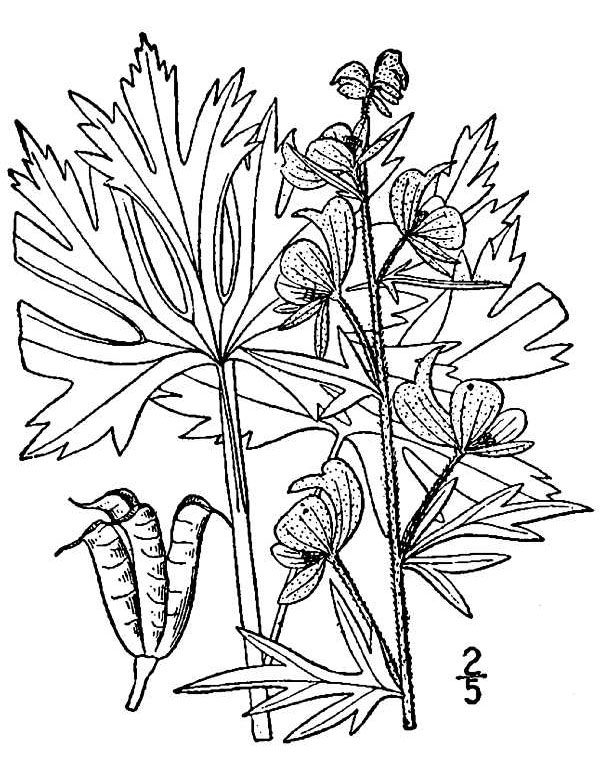
Aconitum noveboracense A.Gray
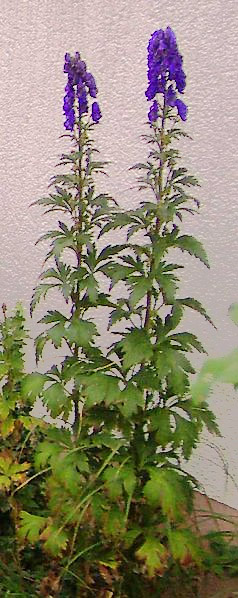
Aconitum napellus (L.), S.G.Gmel., Pall., Thunb.
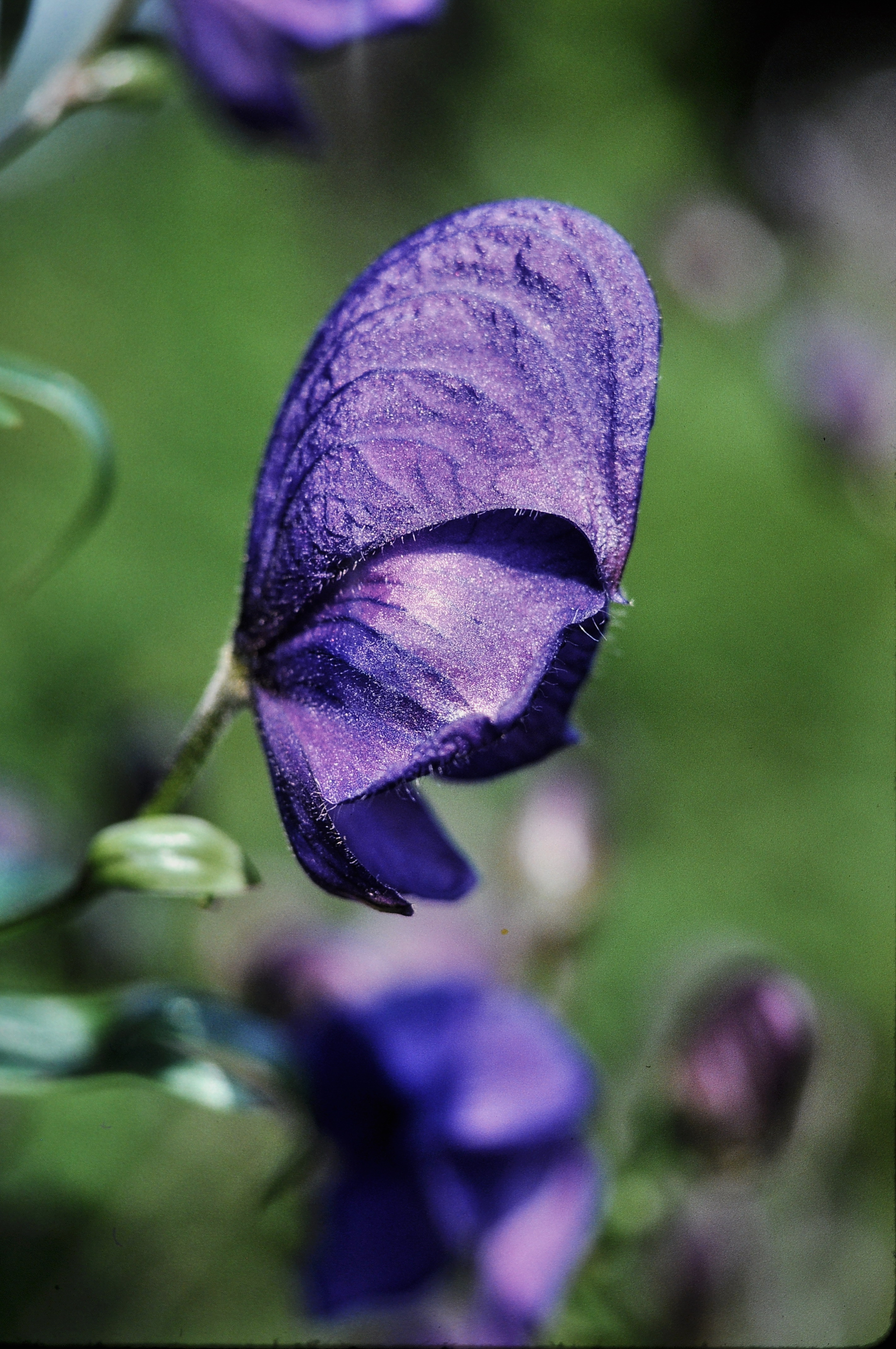
Äkta stormhatt